# Куларовское
Куларовское (тат. Шаңшы Коллары) — село в Вагайском районе Тюменской области, входит в состав Куларовского сельского поселения.

## География
Деревня находится на берегу озера Малое Куларовское.

### Часовой пояс
Село Куларовское, как и вся Тюменская область, находится в часовой зоне МСК+2. Смещение применяемого времени относительно UTC составляет +5:00.

## Население
| 2010 |
| ---- |
| 246  |

## Достопримечательности
В селе находится мечеть.